# Football Manager
Football Manager este o serie de jocuri simulatoare de management în fotbal dezvoltată de Sports Interactive și publicată de Sega. Jocul a apărut în 1992 sub denumirea de „Championship Manager”, însă Sports Interactive a pierdut în 2004 drepturile de nume și a redenumit jocul „Football Manager” împreună cu noul său distribuitor, Sega.
Versiunea din anul 2022 va avea si optiunea de a putea primi telefoane la pauza de la patron in vederea efectuarii schimbarilor tactice.